# Beeldvormend medisch onderzoek

CT-scan waarbij het oppervlak weergegeven wordt in 3D

Beeldvormend medisch onderzoek of medische beeldvorming is geneeskundig onderzoek, waarbij een afbeelding van het inwendige van het lichaam wordt gemaakt. Beeldvormend onderzoek is een belangrijk hulpmiddel bij het stellen van diagnoses en wordt ook voor wetenschappelijk onderzoek gebruikt. Radiologie is het medisch specialisme dat zich richt op beeldvormend onderzoek. Bij endoscopisch onderzoek worden wel beelden gemaakt, maar dit wordt meestal niet tot beeldvormend onderzoek gerekend.
Voorbeelden van beeldvormend onderzoek: 
- CT-scan
- echo
- isotopenscan
- MRI-scan
- PET-scan
- röntgenfoto
- SPECT-scan

## Opleiding
In Nederland wordt de bediening van de apparatuur voor medische beeldvorming toevertrouwd aan radiodiagnostisch laboranten met een vierjarige opleiding MBRT of drie jaar in-service. Er bestaat sedert 2003 aan het Academisch Medisch Centrum een bachelor opleiding radiodiagnostisch laborant, na de bachelor radiologisch laborant.
In België bestaat de richting 'medische beeldvorming'. Deze leidt op tot het beroep 'technoloog medische beeldvorming'. Zo'n technoloog werkt in het ziekenhuis en bepaalt met behulp van medische apparatuur een belangrijke stap in het diagnostisch onderzoek. Dit is een professionele bachelor met veel stagewerk.